# 恩里克·巴洛爾
恩里克·巴洛爾（西班牙語：Enric Valor i Vives，1911年—2000年），西班牙作家、语言学家，在恢复巴伦西亚辭書學、收集相關資料方面貢獻良多。他致力推動巴伦西亚的加泰罗尼亚语，是該語标准化的主要人物之一。 

## 生平
巴洛爾生於巴伦西亚卡斯塔村（Castalla）的一个富裕家庭。1930年，十九岁的他加入了巴伦西亚阿利坎特地区一份专注于讽刺文学的报纸"El Tio Cuc"，成為新闻记者。在西班牙第二共和国期间，他积极参与政治活动。他主张巴伦西亚成为自治区、阿利坎特地區使用加泰罗尼亚语。同一时期，他还在一些巴伦西亚民族主义报纸工作：La República de les Lletres、El Camí和 El País Valencià。西班牙内战爆发后，他支持西班牙共和国。
战后，他减少了政治活动而专注於文学。1950年代初他着手出版 "rondalles"，一种巴伦西亚当地的民间故事，最后结集出版为"Rondalles valencianes"（《巴伦西亚故事集》，1950年-1958年）。1960年代期间，他又投入了地下政治活动，致力于巴伦西亚的民族主义，结果在1966年到1968年弗朗西斯科·佛朗哥专政期间沦为政治犯。出狱时，用他的话来说就是：「还有什么苦头我没尝过」，戰後早期他创办了巴伦西亚的第一本杂志——Gorg（加泰罗尼亚语“漩涡”之意）。弗朗西斯科·佛朗哥专政结束后，恩里克·巴洛爾能够自由地发表他的政见和文学著作。随后，几乎所有使用加泰罗尼亚语的地方都开始授予他众多重要的文学和语言学奖项。1990年代，巴伦西亚的社会和文化团体掀起了提名他为诺贝尔文学奖候选人的浪潮。可惜他于2000年突然辞世。今天，全巴伦西亚都有以他的名字命名的街道、广场、学校和社会团体。

## 语言学作品
他的第一篇语言学作品用“西班牙化”的加泰罗尼亚语，在阿利坎特的一本周刊El Tio Cuc发表。巴洛爾此时逐渐把加泰罗尼亚语拼字法和语法的课程结合到他的写作中，虽然其中亦存在拼写错误。在Francesc de Borja Moll的领导下，他对《加泰罗尼亚-巴伦西亚-Balearic语词典》（一部加泰罗尼亚语方言对照词典）和一部南巴伦西亚方言词典的编纂都做出了贡献。与Carles Salvador，Sanchis Guarner两位一样，他是以Pompeu Febra语法推进巴伦西亚地区的加泰罗尼亚语标准化的主要促进者之一。他用以下著作实践了这一主张：Curs de la llengua valenciana (Gorg, 1961年), Millorem el llenguatge (1971年), 和 Curso medio de gramática catalana referida especialmente al País Valenciano (1973年).
1983年，他的La flexió verbal发表，对方言化严重的巴伦西亚语动词进行了整理。这部著作成了动词用法的基准参考书，并被作为巴伦西亚小学生的必修教材。除此之外，在他的文学著作，特别是rondalles（巴伦西亚地区方言和传说故事文集）中，读者还可以感受到他在辭書上的深厚造诣。

## 文学作品
他最著名的作品是"Rondalles valencianes"（1950年-1958年），以文学的方式收集、改写了36个巴伦西亚民间故事。类似风格的作品还有："Narracions de la Foia de Castalla"（1953年）和"Meravelles i picardies"（1964年-1970年）。他的第一部小说是"L'ambició d'Aleix"，最早从1940到1950年代动笔，但他反复重写直到1960年才发行。一般认为他最重要的小说集是"Cicle de Cassana"，由三部作品組成："Sense la terra promesa"（1960年）、"Temps de batuda"（1983年）和"Enllà de l'horitzó"（1991年）。 "Cicle de Cassana"三部曲旨在重現1916年至1939年期間被独裁政权埋葬的集体记忆。1982年他发表了"La idea de l'emigrant"。

## 奖项与荣誉
- 1983年，Sanchis Guarner奖 (Premi Sanchis Guarner)，由巴伦西亚省政府颁发
- 1985年，巴伦西亚人艺术奖 (Premi de les Lletres Valencianes)，由巴伦西亚市政府颁发
- 1986年，Institut d'Estudis Catalans 的语言部门委员
- 1987年，加泰罗尼亚艺术荣誉奖 (Premi d'Honor de les Lletres Catalanes)，由巴塞罗那文化遗产保护委员会(Òmnium Cultural de Barcelona)颁发。
- 1987年，巴伦西亚语言学国际大学研究所顾问董事会成员(Institut Interuniversitari de Filologia Valenciana).
- 1993年，巴伦西亚大学的加泰罗尼亚语荣誉博士
- 1993年，圣乔治的十字架奖(Creu de Sant Jordi)，由Generalitat de Catalunya颁发
- 1996年，Miquelet d'Honor，由巴伦西亚的Societat Coral El Micalet颁发
- 1997年，Premi Cavanilles 由巴伦西亚自然和旅行研究所 (Institut Valencià d'Excursionisme i Natura)颁发
- 1998年，巴利阿里群岛大学加泰罗尼亚语荣誉博士
- 1999年， Castelló的Jaume I大学(Universitat Jaume I)加泰罗尼亚语荣誉博士
- 1999年，阿利坎特大学加泰罗尼亚语荣誉博士
- 1999年，巴伦西亚政治大学(Universitat Politècnica de València)加泰罗尼亚语荣誉博士